# Maître des enfants
Dans une maîtrise, le maître des enfants est le musicien qui est responsable de l'éducation et de la santé des enfants, et de leur participation aux services. Ceux-ci suivent des cours de musique, mais aussi des cours de latin, de grammaire, donnés par le maître des enfants ou par des sous-maîtres qui l'assistent. Le maître des enfants peut aussi les emmener en promenade, etc.
Il s'agit d'un poste situé hiérarchiquement en dessous de celui de maître de chapelle.  Il est préférablement donné à des musiciens jeunes, en début de carrière, parfois issus de la maîtrise.
Du XVIe siècle au XVIIIe siècle, le terme latin employé pour désigner le maître des enfants est magister puerorum ou pueris symphoniacis præfectus (« préfet des enfants symphonistes », le mot « symphonie » signifiant étymologiquement : « voix ensemble » ou plus globalement « parties musicales ensemble »).